# 涼皮
涼皮(りょうひ、リャンピー)は、中国の麺類のひとつである。
小麦粉や米粉の生地を「皮」のように広く伸ばして茹で上げる。陝西省発祥だが、現在は華北一帯で食べられる。
北西部では涼皮子(liangpi zi)とも呼ばれる。
冷たい料理だが、冬を含めて年中提供される。

## 種類

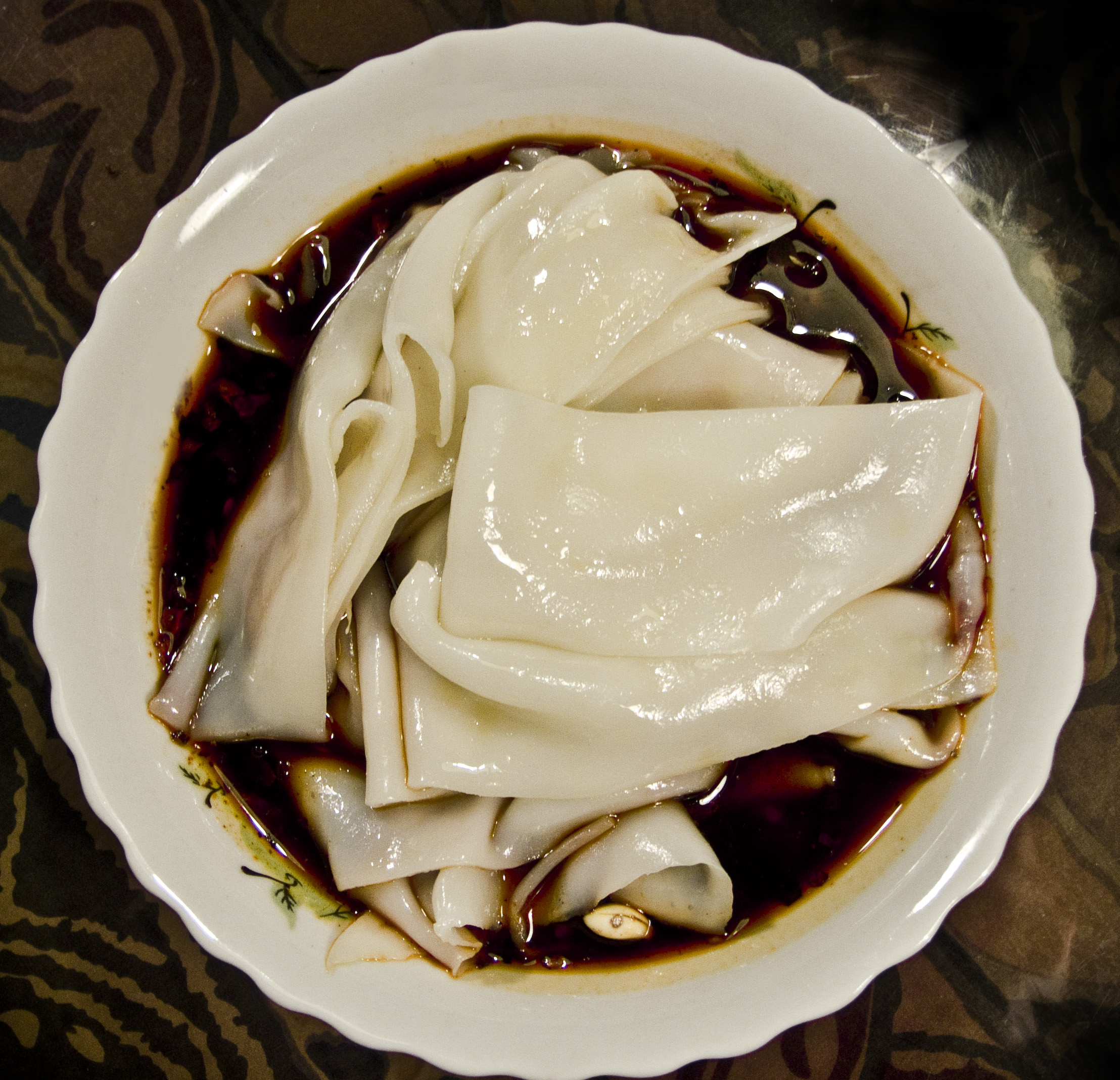
漢中涼皮

### 漢中涼皮
漢中涼皮(Hanzhong Liangpi)又は漢中面皮(Hanzhong Mianpi)は陝西省南西部の漢中市由来の料理で、茹でた涼皮をにんにくと辛い油に入れて食べる。

### 麻醬涼皮

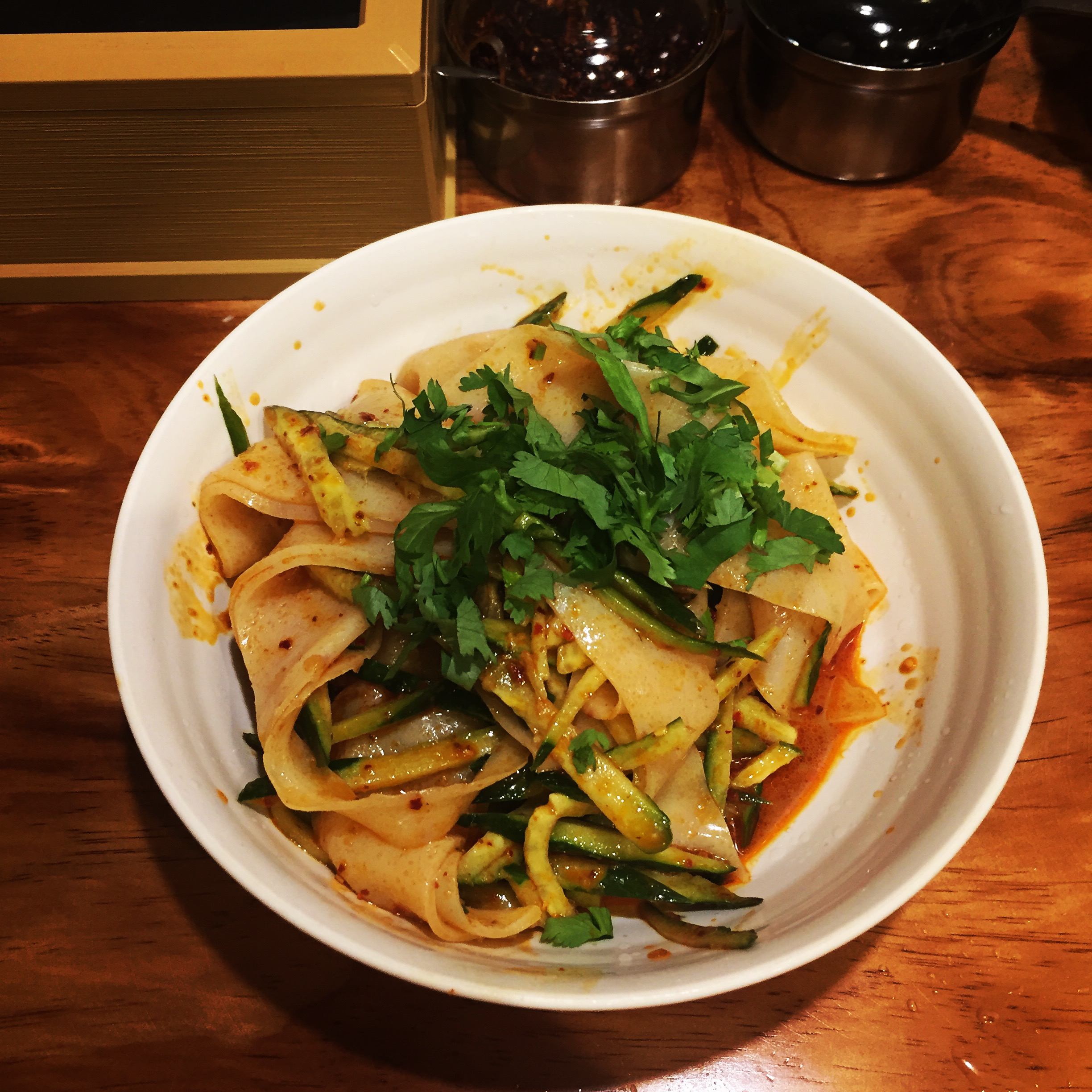
麻醬涼皮

麻醬涼皮(Majiang Liangpi)は涼皮の付け合わせに、麻醬(中華風辛胡麻ソース)をかけた繊切りの胡瓜を添える。

### 岐山擀麵皮
岐山擀麺皮は固めで暗い色が特徴で、グルテンと澱粉を分離して作る。
固形グルテンや酢、辛い油、塩、潰したにんにくやもやしと食べる。